# Belle Vue (Meix-devant-Virton)
Belle Vue is een gehucht in Robelmont, een deelgemeente Meix-devant-Virton in de Belgische provincie Luxemburg. Belle Vue ligt anderhalve kilometer ten zuidoosten van Roberlmont, op de grens met de gemeente Virton.

## Bezienswaardigheden
Vlak bij Belle Vue, op het grondgebied van Virton, ligt de Frans-Duitse begraafplaats Virton Bellevue, met bijna 3800 gesneuvelde Franse en Britse militairen uit de Eerste Wereldoorlog.
Deelgemeenten: Gérouville · Meix-devant-Virton · Robelmont · Sommethonne · Villers-la-Loue

Overige dorpen: Belle Vue · Berchiwé · Houdrigny · Limes

Belgische gemeenten · Arrondissement Virton · Luxemburg · Wallonië